# 나는 헌신했다네

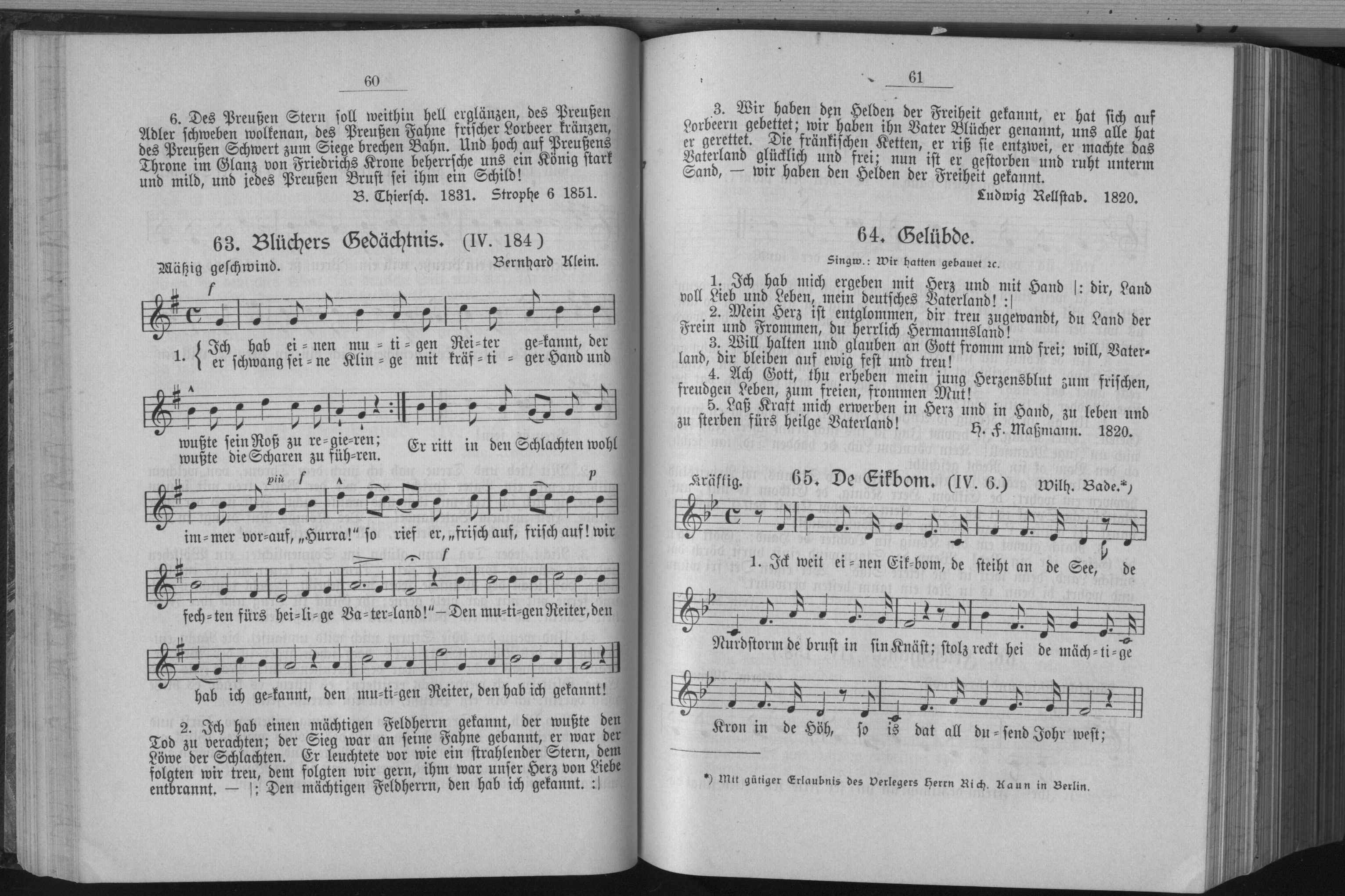
《나는 헌신했다네》의 악보

《나는 헌신했다네》(독일어: Ich hab mich ergeben 이히 하브 미흐 에르기벤[*])는 서독의 비공식 국가였다. 한스 F. 마스만이 작사하였으며, 작곡가는 미상이다. 1949년부터 1952년까지 사용되었다. 이 노래의 곡조는 훗날 미크로네시아의 국가에도 사용된다.
1949년 5월 23일 독일 연방공화국 기본법이 완성되자 각 주 대표자들이 이 노래를 기립해 부른것으로도 유명하다. 후에는 바이마르 공화국을 계승한다는 점에서 독일의 국가(Deutschlandlied)가 사용되었다.

## 가사
1절
Ich hab' mich ergeben (이히 하브 미흐 에르기벤)
mit Herz und mit Hand, (미트 헤르츠 운트 미트 한트)
Dir Land voll Lieb' und Leben, (디어 란트 볼 리브 운트 리벤)
mein deutsches Vaterland! (마인 도이체스 바털란드)
Dir Land voll Lieb' und Leben, (디어 란트 볼 리브 운트 리벤)
mein deutsches Vaterland! (마인 도이체스 바털란드)
2절
Mein Herz ist entglommen, (마인 헤르츠 이스트 엔트클롬멘)
dir treu zugewandt, (디어 트로이 주겐반트)
Du Land der Frei'n und Frommen, (두 란트 데어 프라인 운트 프롬멘)
du herrlich Hermannsland! (두 헬리흐 헤르만스란트)
Du Land der Frei'n und Frommen, (두 란트 데어 프라인 운트 프롬멘)
du herrlich Hermannsland! (두 헬리흐 헤르만스란트)
3절
Will halten und glauben (빌 할텐 운트 클라우벤)
an Gott fromm und frei; (안 고트 프롬 운트 프라이)
Will Vaterland dir bleiben (빌 바털란드 디어 블라이벤)
auf ewig fest und treu. (아우프 에비크 페스트 운트 트로이)
Will Vaterland dir bleiben (빌 바털란드 디어 블라이벤)
auf ewig fest und treu. (아우프 에비크 페스트 운트 트로이)
4절
Ach Gott, tu' erheben
mein jung Herzensblut
Zu frischem freud'gem Leben,
zu freiem frommem Mut!
Zu frischem freud'gem Leben,
zu freiem frommem Mut!
5절
Laß Kraft mich erwerben
in Herz und in Hand,
Zu leben und zu sterben
fürs heil'ge Vaterland!
Zu leben und zu sterben
fürs heil'ge Vaterland!

## 해석
1절
나는 내 두 손과 마음을 다 바쳐
헌신하였도다,
생명과 사랑으로 가득찬
나의 조국 독일이여!
생명과 사랑으로 가득찬
나의 조국 독일이여!
2절
나는 그대에게 충성하면서
나의 마음을 깨우쳤도다,
진실과 자유로 가득찬
영광스러운 헤르만의 땅이여!
진실과 자유로 가득찬
영광스러운 헤르만의 땅이여!
3절
나는 경건하고 자유로운 하나님께
의지와 믿음을 바치나이다.
나는 확고하고 충실히
나의 조국을 지키겠도다.
나는 확고하고 충실히
나의 조국을 지키겠도다.